# Берски манастир
Вижте пояснителната страница за други значения на Свети Йоан Кръстител.
Берският манастир „Свети Йоан Предтеча“ (на гръцки: Ιερά Μονή Τιμίου Προδρόμου Βέροιας), изветен като Берският скит (Σκήτη Βέροιας), е мъжки манастир в Република Гърция, част от дем Бер (Верия) на област Централна Македония. Манастирът е под управлението на Берската, Негушка и Камбанийска епархия на Църквата на Гърция.

## География
Манастирът е разположен на 20 километра южно от демовия център Бер (Верия), на надморска височана от 200 m в полите на планината Голен (Колона), на десния бряг на река Бистрица.

## История
Манастирът е построен вероятно в IX век. В 1822 година по време на Негушкото въстание манастирът е изгорен от турците, като оцелява единствено параклисът „Преображение Господне“. Възстановен е в 1830 година.
В Берския манастир се съхраняват мощите на множество светци, като Йоан Предтеча, Евангелист Лука, Йоан Златоуст и други. Тук се пази и главата на Свети Климент Охридски.
| Година    | 1913 | 1920 | 1928 | 1940 | 1951 | 1961 | 1971 | 1981 | 1991 | 2001 | 2011 | 2021 |
| --------- | ---- | ---- | ---- | ---- | ---- | ---- | ---- | ---- | ---- | ---- | ---- | ---- |
| Население | 0    | 6    | 24   | 12   | 2    | 11   | 3    | 46   | 0    | 7    | 5    | 5    |